# 長谷川利治
長谷川 利治（はせがわ としはる、1934年5月23日-2011年11月28日）は、日本の工学者、京都大学名誉教授、南山大学名誉教授、京都情報大学院大学学長。
オペレーションズ・リサーチ、システム工学、通信方式、道路交通制御が専門であった。交通系ICカードの開発の先駆者であった。

## 略歴
- 大阪大学工学部通信工学科卒[3]、同大学院修士課程修了[7]。
- ジョンズ・ホプキンズ大学（アメリカ合衆国）Master of Science in Engineering[1]
- 大阪大学より工学博士の学位を取得[7][8]
- 京都大学工学部数理工学科教授[3]
- 京都大学情報処理教育センター長[1]
- 南山大学数理情報学部長[1][9]
- 2000年 日本オペレーションズ・リサーチ学会会長[9]
- 日本オペレーションズ・リサーチ学会フェロー[10]
- 国際オペレーショナルリサーチ学会連盟 (IFORS) 副会長[11]
- 2007年 京都情報大学院大学副学長
- 2008年 京都情報大学院大学学長・応用情報技術研究科長[1]
- 情報システム学会日本支部（NAIS）支部長[12]
- 2011年11月28日 逝去[2][3]。77歳歿。

## 主要な研究論文
- 邦語電報文のエントロピー、計量国語学(3), 第1巻3号、Oct. 1957
- Digital Data Dynamic Transmission Systems, IEEE Transactions on Communication Technology, Vol.COM-12, No.3, Sep. 1964, doi:10.1109/TCOM.1964.1088943
- トンネルダイオードを用いた三値論理回路、電気通信学会誌、第47巻、10号、Oct. 1964, NAID 40018089914, Transmission Delay and Channel Loading in Digital Data Dynamic Transmission Systems, IEEE Transactions on Communication Technology, Vol.COM-14, No.2, Apr. 1966
- FETを用いた三安定回路、電子通信学会論文誌、51-C巻、11号、Nov. 1968 国立国会図書館書誌ID:8323931
- 長谷川利治「情報システムの性能評価」,近畿技術研究所,近畿日本鉄道技術研究所技報(20),p12-20, 1989-03, NAID 40004061712
- Jing Fei Ren; Yutaka Takahashi; Toshiharu Hasegawa (1996). “Analysis of impact of network delay on multiversion conservative timestamp algorithms in DDBS”. Performance Evaluation 26 (1):  21-50. doi:10.1016/0166-5316(95)00019-4. ISSN 0166-5316.
- 川崎紀一, 高木英明, 高橋豊, 長谷川利治「ランダム順処理規則に従うゲート式M［X］/G/1 システムの待ち時間の解析」『日本オペレーションズ・リサーチ学会論文誌』第39巻第4号、1996年、459-474頁、doi:10.15807/jorsj.39.459。
- "The Traffic-Control System on the Hanshin Expressway", Interfaces, International Journal of the Institute for Operations Research and Management Sciences, Vol. 36, No.1, Jan-Feb 1995, doi:10.1287/inte.25.1.94
- 長谷川利治「多値理論から見たファジィ論理」,日本知能情報ファジィ学会,日本ファジィ学会誌10(1),1-,1998, NAID 110002939190
- 長谷川利治「情報システム統合における知的管理に関する研究」,平成7年度-平成9年度科学研究費助成金（基盤研究C2）研究成果報告書07650458, CRID 1130000794771531008
- 長谷川利治「会長としての2年間を省みて（会長退任の挨拶）」,日本オペレーションズ･リサーチ学会,経営の科学47(7),414p-,2002-07-01, NAID 110001185670
- "An OR/MS Approach to Managing Nanzan Gakuen(Nanzan Educational Complex): From the Strategic to the Daily Operational Level", Interfaces, International Journal of the Institute for Operations Research and Management Sciences, Vol. 36, No.1, Jan-Feb. 2006, doi:10.1287/inte.1050.0183
- 尾上一馬,永田恭裕,黒岡亮,長谷川利治「道路交通情報の提供が交通対応行動に及ぼす影響に関する事例研究」,公益社団法人土木学会,土木計画学研究・論文集,17 pp.567-574,2000,NAID 130004038981
- 長谷川利治「オペレーションズリサーチの新たな展開-理論研究から応用重視への転換-」,中部産業連盟機関誌「プログレス」,659 2-10,2006, NAID 10025296357

## 著書
- Real Time Programming l981, Pergamonn Press, Sep. 1981 ISBN 0080304117
- "Urban, regional, and national planning (UNRENAP)", Published for the International Federation of Automatic Control by Pergamon Press, 233p, 1978 ISBN 0080220134
- Computer Networking and Performance Evaluation, North-Holland, 1985 ISBN 0444879609
- Controlin Transportation Systems(1986), Pergamonn Press, 1986
- 得丸英勝,柴田碧,岡村弘之,長谷川利治,添田喬,中溝高好,秋月影雄,山川新二「統計工学ハンドブック」,培風館,684p,1987年 ISBN 9784563034382
- Performance of Distributed and Parallel Systems, North-Holland, Apr. 1989 ISBN 0444874976
- "Performance of distributed systems and integrated communication networks", North-Holland, 1992 ISBN 0444894047
- Local and Metropolitan Communication Systems, Vol.3, Chapman and Hall, Apr. 1996 ISBN 9781475756722
- "Performance and management of complex communication networks", Chapman & Hall, 1998 ISBN 0412842505